# Los Simpson y las matemáticas
Los Simpson y las matemáticas (en inglés: The Simpsons and Their Mathematical Secrets) es un libro de 2013 escrito por Simon Singh, el cual está basado en la premisa de que "muchos de los escritores de Los Simpson están profundamente enamorados de los números y las ecuaciones, y su deseo es alimentar de matemáticas el subconsciente de sus espectadores".
El libro compila todas las referencias matemáticas que se utilizaron durante la historia del programa y los analiza en detalle. Más que solo explicar los conceptos matemáticos en el contexto de cómo se relacionan a los episodios pertinentes de Los Simpson, Singh "los utiliza como punto de partida para desarrollar temas matemáticos, narrar anécdotas y contar historias". El libro incluye, por ejemplo, historias de cuando los guionistas Al Jean y Mike Reiss escribían tiras cómicas en el Harvard Lampoon, el periódico de la universidad, mientras cursaban sus carreras allí, o también explicaciones de ecuaciones y acertijos matemáticos variados que han aparecido en la serie, desde la absurda afirmación de que π (Pi) es exactamente 3 y la resolución fallida de Homero para el acertijo del lobo, la cabra y la lechuga, hasta la cuasi-resolución de Homero del famoso último teorema de Fermat y los exitosos cálculos de Lisa en el béisbol.

## Recepción crítica
El periódico británico The Guardian describió el libro como "una amena introducción a varios conceptos matemáticos, por medio de ejemplos basados en episodios de Los Simpson". The New York Times lo describió como "un libro muy entretenido".